# Tympanuchus pallidicinctus
Tympanuchus pallidicinctus là một loài chim trong họ Phasianidae.